# التاريخ الاقتصادي للولايات المتحدة

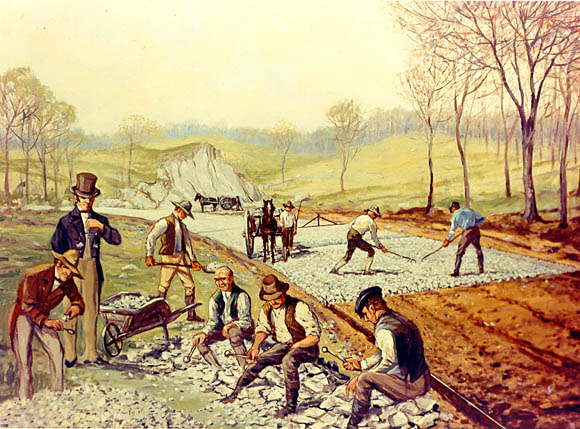

التاريخ الاقتصادي للولايات المتحدة هو خصائص وتطورات مهمة في الاقتصاد الأمريكي بدءًا من الحقبة الاستعمارية وحتى وقتنا الحاضر. ينصبّ التركيز على الأداء الاقتصادي وكيفية تأثره بالتقنيات الجديدة، خاصة تلك التي تعمل على تحسين الإنتاجية، والتي تعد السبب الرئيسي للنمو الاقتصادي. وهو يغطي تغير حجم القطاعات الاقتصادية وآثار التشريعات والسياسات الحكومية.

## اقتصاد الحقبة الاستعمارية حتى الثمانينات من القرن الثامن عشر
اختلف الاقتصاد الاستعماري اختلافًا كبيرًا عن اقتصاد معظم المناطق الأخرى في تلك الأراضي، وكانت الموارد الطبيعية وفيرة في أمريكا، لكن العمالة كانت نادرة.
من العام 1700 إلى العام 1775، زاد إنتاج المستعمرات الثلاثة عشرة بمقدار 12 ضعفًا، ما أعطى المستعمرات اقتصادًا يوازي حجمه 30% من حجم الاقتصاد البريطاني عند الاستقلال. كان النمو السكاني مسؤولًا عن أكثر من ثلاثة أرباع النمو الاقتصادي للمستعمرات البريطانية الأمريكية. كان السكان البيض الأحرار يتمتعون بأعلى مستويات المعيشة في العالم.
بموجب النظام الاستعماري، فرضت بريطانيا قيودًا على نوع المنتجات التي يمكن صناعتها في المستعمرات وفرضت قيودًا على التجارة خارج الإمبراطورية البريطانية.

### التركيبة السكانية
كان الاستعمار الأولي لأمريكا الشمالية بالغ الصعوبة، وتوفيت الغالبية العظمى من المستوطنين الذين وصلوا هناك قبل سنة 1625 خلال عامهم الأول. كان على المستوطنين الاعتماد على ما يمكن أن يصطادوه ويجمعوه بالإضافة إلى ما أحضروه معهم وما أُرسل إليهم على شحنات من الأغذية والأدوات واللوازم غير المؤكد وصولها ليتمكنوا من بناء الملاجئ والحصون، وتطهير الأرض، وزراعة ما يكفي من الغذاء، وبناء المطاحن والمناشر ومشاغل الحديد. كان عليهم أيضًا الدفاع عن أنفسهم ضد هجمات الهنود العدوانية. أصبح النمو السكاني سريعًا جدًا بعد عام 1629 بسبب ارتفاع معدلات المواليد (8 أطفال لكل أسرة مقابل 4 في أوروبا)، وانخفاض معدلات الوفيات مقارنة بأوروبا، والهجرة. كان ارتفاع العمر المتوقع عند الولادة للمستعمرين يعود إلى وفرة الإمدادات من الغذاء والحطب وانخفاض الكثافة السكانية التي حدت من انتشار الأمراض المعدية. كان معدل الوفيات الناجمة عن الأمراض، وخاصة الملاريا، أعلى في المستعمرات الجنوبية الدافئة والرطبة منه في نيو إنجلاند الباردة.
كان ارتفاع معدل المواليد نتيجةً لتحسن فرص العمل. أخّر العديد من الشباب في أوروبا زواجهم لأسباب مالية. كان هناك العديد من الخدم في أوروبا الذين لم يُسمح لهم بالزواج. نما عدد المستوطنين البيض من نحو 40,000 عام 1650 إلى 235,000 عام 1700. في عام 1690، كان هناك ما يقدر بنحو 13,000 من العبيد السود. نما عدد السكان بمعدل سنوي يزيد عن 3% طوال القرن الثامن عشر، ليتضاعف كل 25 سنة أو أقل من ذلك حتى. بحلول عام 1775، زاد عدد السكان إلى 2.6 مليون نسمة، كان 2.1 مليون منهم بيضًا، و540,000 منهم سودًا، و50,000 منهم أمريكيين أصليين، ما يعني أن المستعمرات قد قطنها عدد من السكان يوازي ثلث سكان بريطانيا. كانت المستعمرات الثلاث الأكثر اكتظاظًا بالسكان عام 1775 هي فرجينيا، بنسبة 21%، وبنسلفانيا وماساتشوستس بنسبة 11% لكل منهما.

### الاقتصاد
كان الاقتصاد الاستعماري لما أصبح يعرف في وقت لاحق بالولايات المتحدة يعيش مرحلة ما قبل الصناعية، ويتميز في المقام الأول بالزراعة بهدف العيش لا بهدف التجارة. شاركت الأسر الزراعية في أعمال الحرف اليدوية وكان معظمها للاستهلاك المنزلي مع بعض السلع التي كانت تُعرض للبيع.
استند اقتصاد السوق إلى استخراج الموارد الطبيعية والمنتجات الزراعية ومعالجتها للاستهلاك المحلي، مثل التعدين والمطاحن ومناشر الأخشاب، بالإضافة إلى تصدير المنتجات الزراعية. كانت أهم الصادرات الزراعية الحبوب العلفية (القمح والذرة الهندية والأرز والخبز والدقيق) والتبغ. كان التبغ من المحاصيل الرئيسية في منطقة خليج تشيزبيك، كما الأرز بالنسبة إلى كارولاينا الجنوبية، وكانت الأسماك المجففة والمملحة أيضًا صادرات هامة. كانت ولاية كارولينا الشمالية المنتج الرئيسي لصناعات منتجات شجر الصنوبر، والتي تضمنت زيت التربنتين (يستخدم للمصابيح)، والصنوبري (الشموع والصابون)، والقطران (الحبال والخشب الحافظة)، والزفت (هياكل السفن). هناك تصدير آخر هو البوتاس، الذي اشتُق من رماد الخشب الصلب واستُخدم سمادًا أو في صنع الصابون والزجاج.
اعتمدت المستعمرات على بريطانيا بالنسبة إلى العديد من السلع المصنّعة، ويرجع ذلك جزئيًا إلى أن القوانين كانت تحظر صنع أنواع كثيرة من البضائع في المستعمرات. حققت هذه القوانين الغرض المقصود منها، وهو خلق فائض تجاري لبريطانيا. كان الميزان الاستعماري التجاري في السلع لصالح بريطانيا، ومع ذلك، كان الشاحنون الأمريكيون قادرين على تعويض ما يقارب نصف العجز في تجارة السلع مع عائدات يحصلون عليها عن طريق الشحن بين الموانئ ضمن الإمبراطورية البريطانية.
كان بناء السفن القطاع غير الزراعي الأكبر، وشكلّ من 5% إلى 20% من إجمالي العمالة. بيع نحو 45% من السفن أمريكية الصنع للأجانب.
شكلت الصادرات والخدمات ذات الصلة نحو سدس الدخل في العقد الذي سبق الثورة. قبل الثورة مباشرة، كان التبغ يمثل ربع قيمة الصادرات، وأنتجت المستعمرات خلال الثورة أيضًا 15% تقريبًا من الحديد في العالم، على الرغم من أن قيمة الحديد المصدرة كانت صغيرة مقارنة بالحبوب والتبغ. لم تكن خامات الحديد الأمريكية عالية الجودة، لكن الغابات الضخمة هناك قدمت الخشب الكافي لصنع الفحم. أصبح الخشب في بريطانيا نادرًا وبدأ فحم الكوك يأخذ مكانه.
كانت المستوطنات قليلةً خلال الفترة الاستعمارية وكان النقل محدودًا جدًا بسبب عدم وجود طرق مهيئة. تقع المدن على السواحل أو بالقرب منها أو قرب المجاري المائية الداخلية الصالحة للملاحة. كان النقل بالعربات باهظ الثمن حتى على الطرق المحسنة، والتي كانت نادرة خلال الفترة الاستعمارية. تباينت المسافة الاقتصادية لنقل السلع الزراعية منخفضة القيمة إلى المجاري المائية الصالحة للملاحة، لكنها ظلت تُقدر بأقل من 25 ميلًا. في المدن الصغيرة القليلة وبين المزارع الكبرى في كارولاينا الجنوبية وفرجينيا، جرى استيراد بعض الضروريات وجميع الكماليات تقريبًا مقابل صادرات التبغ والأرز وصبغة النيلة.
بحلول القرن الثامن عشر، أصبحت أنماط التنمية الإقليمية واضحة: كانت مستعمرات نيو إنجلاند تعتمد على بناء السفن والإبحار لتوليد الثروة، وكانت المزارع (يستخدم العديد منها عمالة الرقيق) في ولاية ماريلاند وفرجينيا وكارولينا تزرع التبغ والأرز والنيلة، بينما تشحن المستعمرات الوسطى لنيويورك وبنسلفانيا ونيوجيرسي وديلاوير المحاصيل والفراء. باستثناء العبيد، كانت مستويات المعيشة مرتفعة عمومًا حتى أنها كانت أعلى من إنجلترا نفسها إذا ما استثنينا العبيد.

#### نيو إنجلاند
نما اقتصاد منطقة نيو إنجلاند بشكل مطّرد خلال الحقبة الاستعمارية بأكملها، على الرغم من عدم وجود محصول أساسي يمكن تصديره. حاولت جميع المقاطعات والعديد من المدن تعزيز نموها الاقتصادي من خلال دعم المشاريع التي حسنت البنية التحتية كالطرق والجسور والفنادق الصغيرة والعبارات. قدموا مكافآت وإعانات أو احتكارات لمصانع الأخشاب والمطاحن ومصانع الحديد والملاحات والأشغال الزجاجية. الأهم من ذلك، أنشأت الهيئات التشريعية الاستعمارية نظامًا قانونيًا مشجعًا للمشاريع التجارية عن طريق حل النزاعات وإنفاذ العقود وحماية حقوق الملكية. اتسمت المنطقة بالعمل الشاق وريادة الأعمال، إذ أيد المتشددون واليانكيز «الأخلاقياتِ البروتستانتية» التي فرضت على الرجال العمل بجد كجزء من الدعوة الإلهية.
توزعت فوائد النمو على نطاق واسع في نيو إنجلاند ممتدةً من التجار إلى المزارعين إلى العمال المستأجرين. أدى النمو السكاني السريع إلى تقلص الأراضي الزراعية الجيدة التي يمكن للأسر الشابة أن تؤسس حياتها فيها، فكانت إحدى نتائج هذا التقلص هي تأخير سن الزواج، وكانت النتيجة الأخرى الانتقال إلى أراض جديدة في الغرب.

### المناخ السياسي

#### الاتجارية: القديمة والحديثة
كانت الاقتصادات الاستعمارية في العالم تعمل وفقًا للفلسفة الاقتصادية للاتجارية، وهي سياسة حاولت الدول من خلالها تحقيق فائض تجاري، مع مستعمراتها أو بلدان أخرى، لتجميع احتياطيات الذهب. استُخدمت المستعمرات موردًا للمواد الخام وسوقًا للسلع المصنعة بينما مُنعت من المشاركة في معظم أنواع الصناعات التحويلية. حاولت القوى الاستعمارية في إنجلترا وفرنسا وإسبانيا والجمهورية الهولندية حماية استثماراتها في المستعمرات عبر الحد من التجارة بين مستعمرات بعضها البعض.
تشبثت إسبانيا بالأسلوب الاتجاري قديم الطراز، فكانت أولويتها إثراء الحكومة من خلال جمع الذهب والفضة، خاصة من مناجم مستعمراتها. كان النهجان الهولندي والبريطاني بشكل خاص أكثر ملاءمة للأعمال التجارية الخاصة.
كانت السياسة الاتجارية التي أثّرت على المستعمرات الأمريكية البريطانية هي قوانين الملاحة، التي أقرها البرلمان البريطاني بين عامي 1651 و 1673.
من الميزات المهمة لقوانين الملاحة:
- استبعدت السفن الأجنبية من التجارة بين الموانئ داخل الإمبراطورية البريطانية.
- البضائع المصنعة في أوروبا والمصدرة إلى المستعمرات كان عليها أن تمر عبر إنجلترا.
- المواد المعددة، والتي شملت الفراء وسوار السفن والأرز والنيلي والتبغ، يُسمح بتصديرها إلى بريطانيا العظمى فقط.

على الرغم من فرض تنفيذ قوانين الملاحة، إلا أن تاثيرها كان ضئيلًا على التجارة وربحية التجارة. عام 1770 كانت الصادرات غير المشروعة والتهريب إلى جزر الهند الغربية وأوروبا تساوي الصادرات إلى بريطانيا.
عشية الاستقلال، كانت بريطانيا في مرحلة مبكرة من الثورة الصناعية، حيث وفّرت الصناعات المنزلية وورش العمل البضائع الجاهزة للتصدير إلى المستعمرات. كان المستعمرون البريطانيون الأمريكيون يستهلكون في ذلك الوقت نصف الحديد المشغول والقبعات والحبال والمسامير والكتان والحرير والقطن المنتج في بريطانيا.

#### المشاريع الحرة
تمتع الاقتصاد المحلي للمستعمرات البريطانية الأمريكية بقدر كبير من الحرية، على الرغم من أن بعض تلك الحرية يعود لعدم تطبيق التنظيمات البريطانية على التجارة والصناعة. استخدم آدم سميث المستعمرات كمثال على فوائد المشاريع الحرة. دفع المستعمرون الحد الأدنى من الضرائب.
بعض المستعمرات، مثل فرجينيا، بُنيت من الأساس كمشروعات تجارية. يعود نجاح إنجلترا في استعمار ما سيصبح لاحقًا الولايات المتحدة إلى حد كبير لاستخدامها الشركات المرخّصة، وهي مجموعات من المساهمين (عادة التجار ومُلاك الأراضي الأثرياء) الذين سعوا لتحقيق مكاسب اقتصادية شخصية، وربما أرادوا أيضًا تعزيز أهداف إنجلترا الوطنية. بينما موّل القطاع الخاص الشركات، قدم الملك أيضًا رخصةً لكل مشروع تمنحه الحقوق الاقتصادية إضافة إلى السلطة السياسية والقضائية. مع ذلك، لم تُدرّ المستعمرات أرباحًا، وكثيراً ما سلّم المستثمرون الإنجليز المحبطون رخصهم الاستعمارية للمستوطنين. الآثار السياسية لذلك، رغم أنها لم تتحقق إلا في وقت لاحق، كانت هائلة. لقد تُرك المستعمرون لبناء حكوماتهم واقتصاداتهم الخاصة.

#### الضرائب
لم يكن لدى الحكومات الاستعمارية سوى القليل من النفقات والضرائب كانت بحدها الأدنى.
على الرغم من أن المستعمرات وفرت سوق تصدير للبضائع الجاهزة المصنوعة في بريطانيا أو تلك التي يستوردها تجار بريطانيون لتُشحن من بريطانيا، تكبد البريطانيون نفقات توفير الحماية ضد القرصنة من قبل البحرية البريطانية وغيرها من النفقات العسكرية. إحدى أولى الضرائب المفروضة كانت تشريع الدبس لعام 1733.
في الستينيات من القرن التاسع عشر، جمعت حكومة لندن مبالغ صغيرة عن طريق فرض ضرائب جديدة على المستعمرات، وقد أدى ذلك إلى اضطرابات هائلة، كانت بحسب المؤرخين بداية الثورة. لم تكن القضية هي مقدار الضرائب – التي كانت صغيرة جدًا - بل كانت السلطة الدستورية للبرلمان في مقابل سلطة المجالس الاستعمارية ومن سيصوت على الضرائب ويقرها. شملت الضرائب الجديدة قانون السكر لعام 1764، وقانون الطوابع لعام 1765، والضرائب على الشاي والواردات الاستعمارية الأخرى. ناقش المؤرخون مرارًا وتكرارًا التكلفة التي فُرضت بموجب قوانين الملاحة، وهي التي كانت أقل وضوحًا ونادرًا ما كان يُشتكى منها. مع ذلك، وبحلول عام 1795، كان الإجماع بين المؤرخين الاقتصاديين والاقتصاديين أنفسهم هو أن التكاليف المفروضة على المستعمرين الأمريكيين بسبب القيود التجارية لقوانين الملاحة كانت صغيرة.

### الثورة الأمريكية
طالب الأمريكيون في المستعمرات الثلاثة عشر بحقوقهم كمواطنين إنجليز، كما رأوا ذلك، في اختيار ممثليهم للحكم وفرض الضرائب على أنفسهم - وهو ما رفضته بريطانيا. حاول الأمريكيون المقاومة من خلال مقاطعة المواد المصنعة في بريطانيا، لكن ردة فعل البريطانيين كانت رفض الحقوق الأمريكية وقوانين اللا تطاق عام 1774. بدورهم، أطلق الأمريكيون ثورتهم، ما أدى إلى حرب شاملة ضد البريطانيين وإلى استقلال الولايات المتحدة الأمريكية الجديدة. حاول البريطانيون سحق الاقتصاد الأمريكي من خلال حصارٍ فرضوه على جميع الموانئ، لكن بما أن 90% من الأمريكيين كانوا يعملون في الزراعة، وفقط 10% منهم كانوا يستوطنون المدن، أثبت الاقتصاد الأمريكي أنه مرن وقادر على دعم حرب استمرت من 1775 إلى 1783.
جلبت الثورة الأمريكية (1775-1783) تفانيًا لحقوق لا يمكن التفريط بها في «الحياة والحرية والسعي لتحقيق السعادة»، والتي تؤكد على الحرية الفردية وروح المبادرة الاقتصادية، وفي الوقت نفسه الالتزام بالقيم السياسية الليبرالية والجمهوريانية التي تشدد على الحقوق الطبيعية والمساواة بموجب القانون لجميع المواطنين والواجب وتعزيز الرفاه العام.
كلفت حرب بريطانيا ضد الأمريكيين والفرنسيين والإسبان نحو 100 مليون جنيه إسترليني. اقترضت وزارة الخزانة 40% من الأموال التي تحتاجها وجمعت الباقي من خلال نظام ضريبي فعال. أدى الإنفاق الكبير إلى وصول فرنسا إلى حافة الإفلاس والثورة.
كانت الصعوبات بتمويل الحرب التي واجهها الكونغرس والولايات المتحدة لا متناهية. عام 1775، كان هناك 12 مليون دولار من الذهب في المستعمرات بأقصى تقدير، وهذا الرقم لا يكفي حتى لتغطية المعاملات الحالية، ناهيك عن حرب كبيرة. زاد البريطانيون الوضع سوءًا عندما فرضوا الحصار على كل الموانئ الأمريكية، ما أدى إلى قطع جميع الواردات والصادرات تقريبًا. كان أحد الحلول الجزئية هو الاعتماد على دعم المتطوعين من رجال الميليشيات والتبرعات من الأمريكيين الوطنيين. حلّ جزئي آخر كان تأخير المدفوعات المستحقة، ودفع رواتب الجنود والموردين بالعملة المستهلكة واعدين إياهم أن قيمتها ستتحسن بعد الحرب. عام 1783، مُنح الجنود والضباط أراضٍ لتغطية الأجور التي استُحقت لصالحهم لكن لم تدفع لهم خلال الحرب. لم يتحسن الوضع حتى عام 1781، عندما عُيّن روبرت موريس مشرفًا على الشؤون المالية في الولايات المتحدة، ليصبح للحكومة الوطنية قائدٌ قوي في المسائل المالية. استخدم موريس قرضًا فرنسيًا عام 1782 لإنشاء البنك الخاص لأمريكا الشمالية لتمويل الحرب. سعيًا وراء مزيد من الكفاءة في الاقتصاد الأمريكي، خفّض موريس القائمة المدنية ووفّر الأموال باستدراج عروض للعقود وشدد الإجراءات المحاسبية وطالب بحصة الحكومة الفيدرالية كاملة من الأموال والإمدادات التي تأتي من الولايات.
لعبت المدن دورًا رئيسيًا في إثارة الثورة الأمريكية، لكنها تعرضت لضربة قوية خلال الحرب بين عامي 1775 و1783. فقدت كبرى المدن الأمريكية دورها الرئيسي كموانئ محيطية بسبب الحصار الذي فرضته البحرية البريطانية. أضف إلى ذلك أن البريطانيين نجحوا باحتلال بعض المدن ومنها نيويورك لفترات وجيزة (احتُلت نيويورك من عام 1776 إلى عام 1783). خلال فترة الاحتلال، كانت المدن معزولة تمامًا عن التجارة وعن الاتصال مع المناطق الداخلية. عندما غادر البريطانيون أخيرًا عام 1783، أخرجوا معهم أعدادًا كبيرة من التجار الأثرياء الذين استأنفوا نشاطهم التجاري في أماكن أخرى من الإمبراطورية البريطانية.

## الوطن الجديد
ينص دستور الولايات المتحدة الذي أُقرّ عام 1787 على أن الأمة بأكملها كانت سوقًا موحدة أو مشتركة، دون رسوم جمركية أو ضرائب على التجارة بين الولايات. نوقش كثيرًا مدى السلطة الفيدرالية، حيث تبنى ألكساندر هاملتون نظرة واسعة جدًا كأول وزير للخزانة خلال الإدارة الرئاسية لجورج واشنطن. جاهد هاميلتون بنجاح لإقرار مفهوم «السلطات الضمنية»، إذ خول الدستور الحكومة الفيدرالية إنشاء ما تراه ضروريًا لدعم محتوياتها، حتى لو لم يُشر إليه تحديدًا (بناء المنارات، إلخ). لقد نجح في بناء ائتمان وطني قوي على أساس سداد ديون الدولة ودمجها بالدين الوطني القديم في أوراق مالية جديدة تُباع للأثرياء، الذين أصبح لديهم مصلحة في الحفاظ على الملاءة الحكومية الجديدة. قام هاملتون بتمويل الديون عن طريق التعريفات الجمركية على السلع المستوردة وضريبة مثيرة للجدل للغاية على الويسكي. اعتقد هاملتون أنه يتعين على الولايات المتحدة متابعة النمو الاقتصادي من خلال الشحن المتنوع والتصنيع والبنوك. سعى وحقق السلطة للكونغرس لإنشاء أول بنك للولايات المتحدة عام 1791؛ استمر الميثاق حتى عام 1811.
بعد الحرب، استعادت المدن القديمة أخيرًا أساسها الاقتصادي. ومن بين المدن النامية الجديدة سالم وماساتشوستس (التي فتحت تجارة جديدة مع الصين) ونيو لندن وكونيكتيكت وبالتيمور وميريلاند. أنشأت إدارة واشنطن تحت قيادة وزير الخزانة ألكساندر هاملتون بنكًا وطنيًا عام 1791، وبدأت البنوك المحلية بالازدهار في جميع المدن. ازدهرت ريادة الأعمال التجارية وكانت محركًا قويًا للازدهار في المدن.
لم يستمر السلام العالمي سوى عقد من الزمان، فاندلعت في العام 1793 الحرب بين بريطانيا وفرنسا وحلفائهما. وبصفتها الشريك التجاري المحايد الرئيسي، تعاونت الولايات المتحدة مع الجانبين. استاءت فرنسا من ذلك، فعطلت شبه الحرب عام 1798-1799 التجارة. غضبًا من العقوبات البريطانية على السفن التجارية الأمريكية، انخرطت إدارتا جيفرسون وماديسون في حرب اقتصادية مع بريطانيا 1807-1812، ثم في حرب شاملة 1812 إلى 1815.

### الصناعة والتجارة

#### النقل
كانت الطرق خارج المدن قليلة ولم يكن هناك قنوات في الدولة الجديدة. عام 1792، بلغت تكلفة نقل العديد من المحاصيل إلى الميناء من خمس إلى نصف تكلفتها. أرخص أشكال النقل كان عن طريق الماء، على طول ساحل البحر أو على البحيرات وفي الأنهر. عام 1816، كان بالإمكان إحضار طن من البضائع على بعد 3000 ميل من أوروبا مقابل حوالي 9 دولارات، لكن نفس المبلغ يكفي لنقلتلك البضائع لمسافة 30 ميلًا داخل البلاد.

#### المطاحن الأوتوماتيكية
في منتصف الثمانينيات من القرن التاسع عشر، اخترع أوليفر إيفانز مطحنة أوتوماتيكية بالكامل يمكنها معالجة الحبوب دون أي اهتمام بشري. كان هذا تطورًا ثوريًا من جهتين: أولًا لأنه استخدم مصاعد دلاء وأحزمة ناقلة، ما سيؤدي في النهاية إلى إحداث ثورة في التعامل مع المواد، وثانيًا لأنه استخدم المنظمات للتحكم.

#### محالج القطن
كان القطن في البداية محصولًا يُنتج على نطاق ضيق في الجنوب. ازدهرت زراعة القطن بعدما حسن إيلي ويتني محالج القطن. كانت المحالج الجديدة أكثر إنتاجية بـ 50 مرة في إزالة البذور من تلك التي تعمل بالأسطوانة. سرعان ما توسعت مزارع القطن الكبيرة القائمة على عمل العبيد في أغنى الأراضي من كارولينا الشمالية وكارولينا الجنوبية غربًا إلى تكساس شرقًا. شُحن القطن الخام إلى مصانع النسيج في بريطانيا وفرنسا ونيو إنجلاند.

#### صناعة النسيج الآلية
في العقد الأخير من القرن الثامن عشر، دخلت إنجلترا بفترة نمو سريع نتيجة للثورة الصناعية، لكن بقية العالم كان خاليًا تمامًا من أي نوع من الصناعات الميكانيكية الكبيرة. حظرت بريطانيا تصدير آلات النسيج والتصاميم ولم تسمح للميكانيكيين ذوي المهارات من الهجرة. حفظ سامويل سلاتر، الذي عمل ميكانيكيًا في عملية غزل القطن في إنجلترا، تصميم الماكينة. كان قادرًا على التخفي كعامل والهجرة إلى الولايات المتحدة، حيث علم بوجود طلب على معرفته. عام 1789، بدأ سلاتر عمله مستشارًا لصالح آلمي وبراون في رود آيلاند، وهما الذان كانا يحاولان تدوير القطن بنجاح على بعض المعدات التي اشترياها مؤخرًا. قرر سلاتر أن الماكينة لم تكن قادرة على إنتاج خيوط جيدة النوعية وأقنع أصحابها أن يصمموا له آلات جديدة. لم يعثر سلاتر على أي ميكانيكي في الولايات المتحدة عند وصوله وصادف صعوبة كبيرة في العثور على شخص ما لبناء الآلات. في النهاية، عثر على أوزيل ويلكنسون وابنه ديفيد لإنتاج مسبوكات الحديد. بحلول عام 1791، كان لدى سلاتر بعض المعدات العاملة، وفي عام 1793، افتتح مع براون مصنعًا في باوتوكيت، رود آيلاند، وكان هذا أول مصنع قطن ناجح يعمل بالطاقة المائية في الولايات المتحدة.

#### النقد والمال والمصارف
أنشئ أول بنك في الولايات المتحدة عام 1791، وقد صممه ألكساندر هاملتون وواجه معارضة شديدة من الزراعيين بقيادة توماس جيفرسون، وهؤلاء لا يثقون في البنوك ولا في المؤسسات الحضرية. أغلق البنك عام 1811، في وقت أصبح في أكثر أهمية من أي وقت مضى بالنسبة للدولة واحتياجات خزينتها.

## بداية القرن التاسع عشر

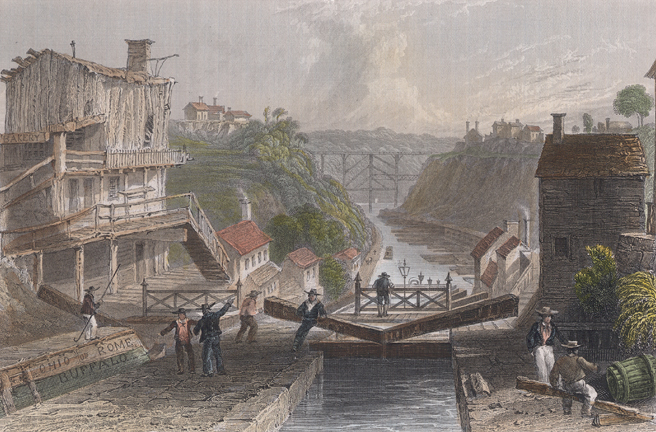
لوكبورت بارتليت

لم تدخل الولايات المتحدة الأمريكية العالم الصناعي إلا بعد انقضاء الثلث الأول من القرن التاسع عشر. كان معظم الناس يعيشون في المزارع وينتجون أغلب ما يستهلكونه. كانت نسبة كبيرة من السكان من غير المزارعين يعملون في مناولة البضائع للتصدير. كانت البلاد مصدرًا للمنتجات الزراعية. بنت الولايات المتحدة أفضل السفن في العالم.
تأسست صناعة النسيج في نيو إنجلاند وتركّزت هناك حيث كانت الطاقة المائية وفيرة. بدأ استخدام الطاقة البخارية في المصانع، لكن المياه كانت المصدر الرئيسي للطاقة الصناعية حتى اندلاع الحرب الأهلية.
كان بناء الطرق والقنوات واستخدام الزوارق البخارية وخطوط السكك الحديدية بداية لثورة النقل التي تسارعت على مدار القرن.

### الزراعة والصناعة والتجارة

#### النمو السكاني
على الرغم من انخفاض الهجرة من أوروبا، إلا أن توسع المستوطنات السريع باتجاه الغرب، أضف عليه شراء لويزيانا عام 1803، قد فتحا أراضي شاسعة. ارتفع معدل الولادات وتوافرت الأراضي الرخيصة ما تسبب بزيادة سكانية سريعة. كان متوسط العمر أقل من 20 عامًا وكان الأطفال يملؤون المكان. نما عدد السكان من 5.3 مليون شخص عام 1800، يعيشون على 865000 ميلٍ مربعٍ من الأراضي إلى 9.6 مليون شخص عام 1820 يعيشون على 1749000 ميلٍ مربعٍ. بحلول عام 1840، وصل عدد السكان إلى 17069000 نسمة.
انضمت نيو أورلينز وسانت لويس إلى الولايات المتحدة ونمتا بسرعة. أنشئت مدن جديدة بالكامل في بيتسبرغ وماريتا وسينسيناتي ولويزفيل وليكسينغتون وناشفيل وبوينتس ويست. أدى دخول القوارب البخارية الخدمة بعد عام 1810 إلى تحسين جدوى استهخدام الأنهر والجداول للتنقل وخاصة أنهار هدسون وأوهايو وميسيسيبي وإلينوي وميسوري وتينيسي وكامبرلاند. أكد المؤرخ ريتشارد واد على أهمية المدن الجديدة بالتوسع الغربي في تسوية الأراضي الزراعية. كانت هذه المدن هي مراكز النقل والهجرة وتمويل التوسع نحو الغرب. كانت الطرقات قليلة في المناطق المفتوحة حديثًا، لكنها كانت تتمتع بنظام نقل متقدم عبر الانهر، فتدفق كل شيء مع مجرى النهر إلى نيو أورلينز. أتاح استخدام المراكب البخارية بعد عام 1815 نقل البضائع المستوردة من الشمال الشرقي ومن أوروبا إلى مناطق جديدة.